# Drassodes charcoviae
Drassodes charcoviae är en spindelart som först beskrevs av Tord Tamerlan Teodor Thorell 1875.  Drassodes charcoviae ingår i släktet Drassodes och familjen plattbuksspindlar.
Artens utbredningsområde är Ukraina. Inga underarter finns listade i Catalogue of Life.